# Imre Lakatos

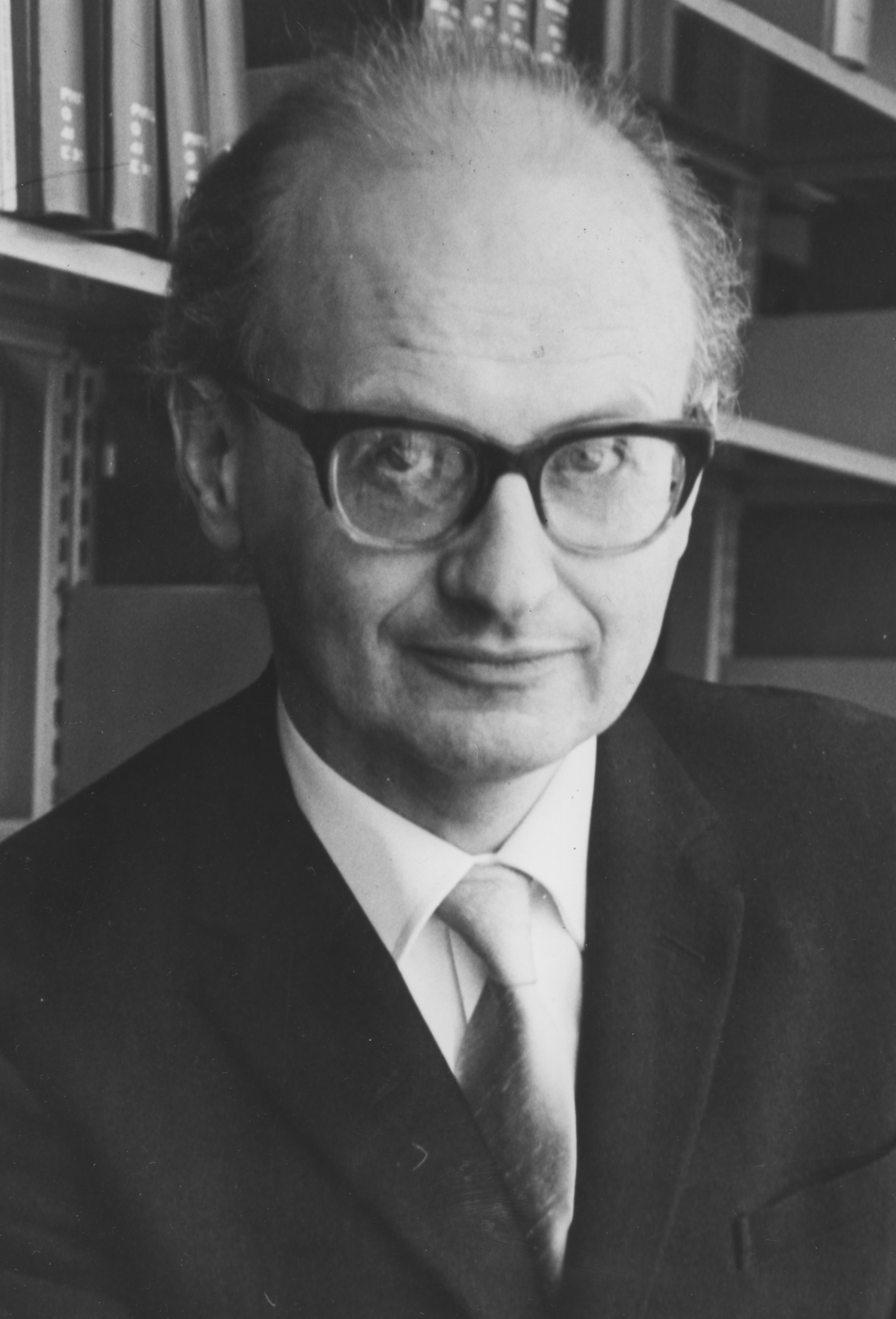
Imre Lakatos

Imre Lakatos (* 9. November 1922 in Debrecen, Ungarn; † 2. Februar 1974 in London, England) war ein ungarischer Mathematiker, Physiker und Wissenschaftstheoretiker. In seinen wissenschaftstheoretischen Beiträgen vermittelte er zwischen dem Falsifikationismus Karl Poppers, dem Konzept des Paradigmas von Thomas S. Kuhn und dem „epistemologischen Anarchismus“ Paul Feyerabends.

## Leben
Lakatos wurde in Ungarn als Imre Lipschitz geboren. Um der Verfolgung durch das Horthy-Regime zu entgehen und sein Judentum zu verschleiern – er konnte sich so den ungarischen Judengesetzen entziehen –, änderte Imre Lipschitz während des Zweiten Weltkriegs seinen Namen zunächst in Imre Molnár und nach dem Krieg in Imre Lakatos.
Lakatos studierte Mathematik, Physik und Philosophie in Debrecen und vertiefte sein Wissen in Budapest und Moskau. 1948 war er daran beteiligt, die Lehre der freudschen Psychoanalyse in Budapest zu verhindern. Er war wissenschaftlich und politisch sehr aktiv, aber lange wegen „Revisionismus“ inhaftiert. Nach seiner Flucht in den Westen 1956 setzte er in Cambridge seine Studien fort und wurde dort promoviert. Er bekam mehrere Anstellungen als Dozent und war Professor an mehreren Universitäten.
Neben Arbeiten zur mathematischen Beweistheorie, welche durch die hegelsche und marxsche Dialektik beeinflusst waren, versuchte Lakatos zwischen dem von Karl Popper vertretenen Falsifikationsbegriff und der Entwicklung von Wissenschaft, wie sie von Thomas S. Kuhn dargestellt wurde, Brücken zu schlagen.
Lakatos war mit Paul Feyerabend befreundet, mit dem er u. a. in Briefen Debatten über Wissenschaftstheorie führte. Die beiden Autoren sollen geplant haben, ein gemeinsames Buch zu schreiben. Against Method, Feyerabends berühmteste Veröffentlichung, sollte dessen Beitrag dazu sein. Da Lakatos jedoch überraschend im Jahr 1974 an einer intrazerebralen Blutung starb, ohne seinen Teil geschrieben zu haben, konnte das geplante Buch nicht mehr entstehen.

## Lehre

### Falsifikationismus

#### Grundproblem
Die Auffassung, dass Theorien ganz aufgegeben werden müssen, wenn sie falsifiziert, d. h. von experimentellen oder empirischen Resultaten widerlegt werden, verwarf Lakatos als „naiven Falsifikationismus“. Seine Kritik betraf dreierlei:
1. Es gibt keine reinen Daten, die nur aus Beobachtung bestehen. Jede Aussage enthält Theorie, und jedwede Beobachtung ist nur möglich, weil ihr eine Theorie zugrunde liegt.
2. Es ist kein ausreichender Grund, eine Theorie zu verwerfen, wenn sie mit den Daten nicht übereinstimmt. Vielmehr sind stets mehrere Aussagen zu betrachten, die hierbei nicht in Einklang miteinander stehen: Erstens die Theorie, zweitens die Daten und drittens die Ceteris-paribus-Klausel und meistens noch weitere Aussagen. Es ist daher keineswegs offensichtlich, dass ausgerechnet die Theorie fallen gelassen werden muss, wenn die Gesamtheit aller zu betrachtenden Aussagen inkonsistent ist.
3. Auch praktisch geht Wissenschaft nicht so vonstatten. Lakatos sucht den realen Verlauf wissenschaftlicher Theorienentstehung logisch-rational nachzuzeichnen. Und in der Praxis verläuft es anders als der methodologische Falsifikationismus es vorzeichnet. Es existieren lediglich verschiedene Theorien, aber keine reine Beobachtung. Jede Theorie steht im Wettstreit mit anderen Theorien.

Eine neue Theorie sollte indessen stets einen epistemologischen und empirischen Gehaltsüberschuss gegenüber der alten Theorie haben („progressive Problemverschiebung“).
Eine ganz neue Theorie, die nicht bloß Weiterentwicklung einer alten ist, besitzt außerdem eine positive und eine negative Heuristik. Eine „positive Heuristik“ ist nach Lakatos, was eine Forschergemeinschaft hofft, an Erkenntnissen mit der neuen Theorie zu erreichen. Die „negative Heuristik“ ist ein harter Kern an Grundüberzeugungen, die unter keinen Umständen und angesichts keiner Fakten aufgegeben werden dürfen.
„Raffinierten Falsifikationismus“ nennt Lakatos dieses Modell, weil er es als Weiterentwicklung von Poppers Falsifikationismus sieht. Es wird jedoch bestritten, dass dieses Modell im wissenschaftstheoretischen Sinn noch ein Falsifikationismus ist. Lakatos spricht auch selbst beim „raffinierten Falsifikationismus“ von einer historischen Falsifikation, was etwa so viel bedeutet wie: Die Geschichte und der – in Lakatos’ Metaphorik – darwinistische Kampf ums Dasein der an die Welt am besten angepassten Theorien falsifizieren sozusagen rückwirkend die Theorien, die sich als nicht praktikabel erwiesen.
Beispielsweise sind nach Lakatos die drei newtonschen Gesetze als Teil des Kernes der newtonschen Mechanik nicht widerlegbar. Erst durch Einführung zusätzlicher falsifizierbarer Gesetze (Gravitationsgesetz, Coulombsches Gesetz etc.) werden die newtonschen Gesetze zur testbaren Theorie erweitert. Falsifizierung einer Theorie, bestehend aus den newtonschen Gesetzen plus Kraftgesetzen, führt damit auch nicht zur Aufgabe der newtonschen Gesetze, sondern nur zur Modifizierung der Kraftgesetze. Prinzipiell aufgegeben wurde die newtonsche Mechanik erst, als durch die spezielle Relativitätstheorie ein neues leistungsfähigeres Forschungsprogramm zur Verfügung stand.

#### Forschungsprogramme
Lakatos geht davon aus, dass Theorien nie isoliert, sondern nur als Teile größerer Theoriensysteme und Methodenregeln, sogenannter „Forschungsprogramme“, beurteilt werden können. Sein Begriff des Forschungsprogramms ist mit dem Paradigma-Begriff Kuhns verwandt. Theorien sind in der Regel als Forschungsprogramme strukturiert, so dass sie eindeutige Annahmen und Vorschriften enthalten, wie sie aufgebaut sind und weiterentwickelt werden sollen.
Im Gegensatz zu Kuhn jedoch ist Lakatos der Auffassung, dass verschiedene Forschungsprogramme rational verglichen und diskutiert werden können. Die Wissenschaft kann Fortschritte machen und sich vernünftig entwickeln. Lakatos betrachtet Fortschritt der Wissenschaft indes nicht als eine kontinuierliche Annäherung an die Wahrheit, sondern als eine Reihe von Problemverschiebungen, die uns ständig auf eine höhere Stufe gelangen lassen.
Die Bestandteile eines Forschungsprogramms sind:
- Harter Kern: Grundannahmen der Theorie
- Negative Heuristik: Unantastbarkeit des harten Kerns und Vermeidung von Ad-hoc-Modifikationen des Schutzgürtels. Es existiert hier keine degenerative Problemverschiebung („Wie sollte man nicht vorgehen?“)
- Schutzgürtel von Hilfshypothesen um den harten Kern
- Positive Heuristik: Grobe Richtlinien, wie das Forschungsprogramm entwickelt werden könnte. Es existiert eine progressive Problemverschiebung (= Erklärung neuer Phänomene durch Änderung der Annahmen: „Wie sollte man vorgehen?“)

Durch weiteren Ausbau des Forschungsprogrammes, bzw. des Theoriensystems, entstehen degenerative Problemverschiebungen. Diese Immunisierung gegen die Falsifikation erlaubt eine Einführung von Ad-hoc-Zusatzannahmen. Obwohl sich diese Zusatzannahmen widersprechen können, sind sie bezogen auf den harten Kern jedoch gültig und widerlegen ihn nicht.

## Werke
- Beweise und Widerlegungen. Die Logik mathematischer Entdeckungen (= Wissenschaftstheorie Wissenschaft und Philosophie. Nr. 14). Vieweg Verlag, Braunschweig 1979, ISBN 3-528-08392-1 (englisch: Proofs and Refutations – The Logic of Mathematical Discovery. London 1976. Übersetzt von Detlef D. Spalt).
- The Methodology of Scientific Research Programmes: Philosophical Papers, Volume 1. Cambridge University Press, Cambridge 1977.
- Mathematics, Science and Epistemology: Philosophical Papers, Volume 2. Cambridge University Press, Cambridge 1978.